# Главы субъектов Российской Федерации в 1992 году
| Регион                                         | Глава региона                                | Дата рождения         | Партия                  | Название должности               | Вступление в должность               |
| ---------------------------------------------- | -------------------------------------------- | --------------------- | ----------------------- | -------------------------------- | ------------------------------------ |
| Республика Адыгея                              | Джаримов, Аслан Алиевич                      | 7 ноября 1939 года    | беспартийный            | Президент                        | 5 января 1992 года                   |
| Республика Башкортостан                        | Рахимов, Муртаза Губайдуллович               | 7 февраля 1934 года   | беспартийный            | Председатель Верховного Совета   | 7 апреля 1990 года                   |
| Республика Бурятия                             | Потапов, Леонид Васильевич                   | 4 июля 1935 года      | КПРФ                    | Председатель Верховного Совета   | 21 октября 1991 года                 |
| Республика Горный Алтай                        | Чаптынов, Валерий Иванович                   | 11 июня 1945 года     | Суверенитет и равенство | Председатель Верховного Совета   | 27 марта 1990 года                   |
| Республика Дагестан                            | Магомедов, Магомедали Магомедович            | 15 июня 1930 года     |                         | Председатель Верховного Совета   | август 1987 года                     |
| Республика Ингушетия                           | Аушев, Руслан Султанович                     | 29 октября 1954 года  | беспартийный            | Глава Временной Администрации    | 28 ноября 1992 (до 19 декабря)       |
| Республика Ингушетия                           | Султыгов, Магомед Асхабович[уточнить] (и.о.) | 28 февраля 1944 года  |                         | Глава Временной Администрации    | 21 декабря 1992 года                 |
| Кабардино-Балкарская Республика                | Кармоков, Хачим Мухамедович                  | 2 мая 1941 года       | беспартийный            | Председатель Верховного Совета   | сентябрь 1991 года                   |
| Кабардино-Балкарская Республика                | Коков, Валерий Мухамедович                   | 18 октября 1941 года  | беспартийный            | Президент                        | 9 января 1992 года                   |
| Республика Калмыкия                            | Басанов, Владимир Манцинович                 | 26 ноября 1948 года   |                         | Председатель Верховного Совета   | 1990 год (по 1992 год)               |
| Республика Калмыкия                            | Бугдаев, Илья Эрдиевич                       | 28 октября 1938 года  |                         | Председатель Верховного Совета   | 1992 год                             |
| Карачаево-Черкесская Республика                | Лесниченко, Валентин Егорович                | 29 апреля 1946 года   |                         | Председатель Верховного Совета   | март 1990 года                       |
| Карачаево-Черкесская Республика                | Хубиев, Владимир Исламович                   | 26 марта 1932 года    | беспартийный            | Глава Республики                 | 13 января 1992 года                  |
| Республика Карелия                             | Степанов, Виктор Николаевич                  | 27 января 1947 года   | беспартийный            | Председатель Правительства       | 27 апреля 1989 года                  |
| Республика Коми                                | Спиридонов, Юрий Алексеевич                  | 1 ноября 1938 года    | беспартийный            | Председатель Верхновного Совета  | 25 апреля 1990 года                  |
| Республика Марий Эл                            | Зотин, Владислав Максимович                  | 22 мая 1942 года      | беспартийный            | Президент                        | 22 августа 1991 года                 |
| Мордовская ССР                                 | Гуслянников, Василий Дмитриевич              | 21 апреля 1949 года   | беспартийный            | Президент                        | 23 декабря 1991 года                 |
| Республика Саха (Якутия)                       | Николаев, Михаил Ефимович                    | 13 ноября 1937 года   | беспартийный            | Президент                        | 8 декабря 1989 года                  |
| Республика Северная Осетия-Алания              | Галазов, Ахсарбек Хаджимурзаевич             | 15 октября 1929 года  | беспартийный            | Председатель Верховного Совета   | 21 марта 1990 года                   |
| Республика Татарстан                           | Шаймиев, Минтимер Шарипович                  | 20 января 1937 года   | беспартийный            | Президент                        | 11 апреля 1990 года                  |
| Республика Тыва                                | Бичелдей, Каадыр-оол Алексеевич              | 2 января 1950 года    | беспартийный            | Председатель Верховного Совета   | 2 октября 1991 года                  |
| Республика Тыва                                | Ооржак, Шериг-оол Дизижикович                | 24 июля 1942 года     | беспартийный            | Президент                        | 15 марта 1992 года                   |
| Удмуртская Республика                          | Тубылов, Валентин Кузьмич                    | 13 ноября 1935 года   |                         | Председатель Верховного Совета   | 1990 год                             |
| Республика Хакасия                             | Штыгашев, Владимир Николаевич                | 18 октября 1939 года  |                         | Председатель Верховного Совета   | 4 февраля 1992 года                  |
| Чеченская Республика                           | Дудаев, Джохар Мусаевич                      | 15 февраля 1944 года  |                         | Президент                        | 9 ноября 1991 года                   |
| Чувашская Республика                           | Кубарев, Эдуард Алексеевич                   | 28 сентября 1939 года |                         | Председатель Верховного Совета   | август 1991 года                     |
| Алтайский край                                 | Райфикешт, Владимир Фёдорович                | 15 апреля 1951        |                         | Глава Администрации              | 8 октября 1991 года                  |
| Краснодарский край                             | Дьяконов, Василий Николаевич                 | 25 июля 1946 года     |                         | Глава администрации (губернатор) | 24 августа 1991 года (до ноября)     |
| Краснодарский край                             | Крючков, Виктор Фёдорович (и.о.)             |                       |                         | Глава администрации (губернатор) | декабрь 1992 года (до 23 декабря)    |
| Краснодарский край                             | Егоров, Николай Дмитриевич                   | 3 мая 1951 года       |                         | Глава администрации (губернатор) | 23 декабря 1992 года                 |
| Красноярский край                              | Вепрев, Аркадий Филимонович                  | 20 октября 1927 года  |                         | Губернатор                       | 31 декабря 1991 года                 |
| Приморский край                                | Кузнецов, Владимир Сергеевич                 | 6 января 1954 года    |                         | Губернатор                       | 8 октября 1991 года                  |
| Ставропольский край                            | Кузнецов, Евгений Семёнович                  | 27 декабря 1938 года  |                         | Глава Администрации              | 24 октября 1991 года                 |
| Хабаровский край                               | Ишаев, Виктор Иванович                       | 16 апреля 1948 года   |                         | Губернатор                       | 24 октября 1991 года                 |
| Амурская область                               | Кривченко, Альберт Аркадьевич                | 22 декабря 1935 года  |                         | Губернатор                       | 8 октября 1991 года                  |
| Архангельская область                          | Балакшин, Павел Николаевич                   | 10 июля 1936 года     |                         | Глава Администрации              | 19 сентября 1991 года                |
| Астраханская область                           | Гужвин, Анатолий Петрович                    | 25 марта 1946 года    |                         | Губернатор                       | 28 августа 1991 года                 |
| Белгородская область                           | Берестовой, Виктор Иванович                  | 9 мая 1948 года       |                         | Глава администрации              | 30 ноября 1991 года                  |
| Брянская область                               | Барабанов, Владимир Александрович            | 1 августа 1951 года   |                         | Губернатор                       | 14 декабря 1991 года                 |
| Владимирская область                           | Власов, Юрий Васильевич                      | 22 июня 1961 года     |                         | Губернатор                       | 25 сентября 1991 года                |
| Волгоградская область                          | Шабунин, Иван Петрович                       | 9 октября 1935 года   |                         | Глава администрации              | 19 сентября 1991 года                |
| Вологодская область                            | Подгорнов, Николай Михайлович                | 15 мая 1949 года      |                         | Губернатор                       | 24 октября 1991 года                 |
| Воронежская область                            | Калашников, Виктор Кириллович                | 8 марта 1940 года     |                         | Губернатор                       | 16 октября 1991 года (до 18 марта)   |
| Воронежская область                            | Ковалёв, Александр Яковлевич                 | 13 сентября 1942 года |                         | Губернатор                       | 10 апреля 1992 года                  |
| Ивановская область                             | Лаптев, Адольф Фёдорович                     | 18 ноября 1935 года   |                         | Губернатор                       | 24 декабря 1991 года                 |
| Иркутская область                              | Ножиков, Юрий Абрамович                      | 17 февраля 1934 года  |                         | Губернатор                       | 19 сентября 1991 года                |
| Калининградская область                        | Маточкин, Юрий Семёнович                     | 18 октября 1931 года  |                         | Губернатор                       | 25 сентября 1991 года                |
| Калужская область                              | Дерягин, Александр Васильевич                | 19 февраля 1941 года  |                         | Губернатор                       | 25 сентября 1991 года                |
| Камчатская область                             | Бирюков, Владимир Афанасьевич                | 19 октября 1933 года  |                         | Губернатор                       | 16 ноября 1991 года                  |
| Кемеровская область                            | Кислюк, Михаил Борисович                     | 30 апреля 1951 года   |                         | Губернатор                       | 27 августа 1991 года                 |
| Кировская область                              | Десятников, Василий Алексеевич               | 14 января 1942 года   |                         | Глава Администрации              | 11 декабря 1991 года                 |
| Костромская область                            | Арбузов, Валерий Петрович                    | 1 октября 1939 года   |                         | Губернатор                       | 14 декабря 1991 года                 |
| Курганская область                             | Герасимов, Валентин Павлович                 | 28 мая 1940 года      |                         | Губернатор                       | 24 декабря 1991 года                 |
| Курская область                                | Шутеев, Василий Иванович                     | 23 июля 1949 года     |                         | Губернатор                       | 11 декабря 1991 года                 |
| Ленинградская область                          | Беляков, Александр Семёнович                 | 20 мая 1945           |                         | Губернатор                       | 20 октября 1991 года                 |
| Липецкая область                               | Купцов, Геннадий Васильевич                  | 14 сентября 1940 года |                         | Глава администрации              | 23 октября 1991 года (до 23 декабря) |
| Липецкая область                               | Зайцев, Владимир Васильевич (и.о.)           | 1951 год              |                         | Глава администрации              | 23 декабря 1992 года                 |
| Магаданская область                            | Михайлов, Виктор Григорьевич                 | 1 апреля 1936 года    |                         | Губернатор                       | 24 декабря 1991 года                 |
| Московская область                             | Тяжлов, Анатолий Степанович                  | 11 октября 1942 года  |                         | Губернатор                       | 16 октября 1991 года                 |
| Мурманская область                             | Комаров, Евгений Борисович                   | 10 апреля 1942 года   |                         | Глава Администрации              | 10 ноября 1991 года                  |
| Нижегородская область                          | Немцов, Борис Ефимович                       | 9 октября 1959 года   |                         | Губернатор                       | 30 ноября 1991 года                  |
| Новгородская область                           | Прусак, Михаил Михайлович                    | 23 февраля 1960 года  |                         | Губернатор                       | 24 октября 1991 года                 |
| Новосибирская область                          | Муха, Виталий Петрович                       | 17 мая 1936 года      |                         | Губернатор                       | 26 ноября 1991 года                  |
| Омская область                                 | Полежаев, Леонид Константинович              | 30 января 1940 года   |                         | Губернатор                       | 31 марта 1990 года                   |
| Оренбургская область                           | Елагин, Владимир Васильевич                  | 20 апреля 1955 года   |                         | Губернатор                       | 24 октября 1991                      |
| Орловская область                              | Юдин, Николай Павлович                       | март 1938 года        |                         | Губернатор                       | 5 декабря 1991 года                  |
| Пензенская область                             | Кондратьев, Александр Андреевич              | 24 августа 1947 года  |                         | Глава Администрации              | 24 октября 1991 года                 |
| Пермская область                               | Кузнецов, Борис Юрьевич                      | 18 февраля 1935 года  |                         | Губернатор                       | 24 декабря 1991 года                 |
| Псковская область                              | Добряков, Анатолий Алексеевич                | 23 февраля 1939 года  |                         | Губернатор                       | 24 октября 1991 года (до мая)        |
| Псковская область                              | Туманов, Владислав Николаевич                | 29 января 1958 года   |                         | Губернатор                       | с 22 мая 1993 года                   |
| Ростовская область                             | Чуб, Владимир Фёдорович                      | 24 июля 1948 года     |                         | Губернатор                       | 8 октября 1991 года                  |
| Рязанская область                              | Башмаков, Лев Полиевктович                   | 26 февраля 1938 года  |                         | Губернатор                       | 25 сентября 1991 года                |
| Самарская область                              | Титов, Константин Алексеевич                 | 30 октября 1944 года  |                         | Губернатор                       | 31 августа 1991 года                 |
| Саратовская область                            | Белых, Юрий Васильевич                       | 30 сентября 1941 года |                         | Глава Администрации              | 25 февраля 1992 года                 |
| Сахалинская область                            | Фёдоров, Валентин Петрович                   | 6 сентября 1939 года  |                         | Губернатор                       | 8 октября 1991 года                  |
| Свердловская область                           | Россель, Эдуард Эргартович                   | 8 октября 1937 года   |                         | Глава Администрации              | 16 октября 1991 года                 |
| Смоленская область                             | Фатеев, Валерий Петрович                     | 2 июня 1946 года      |                         | Губернатор                       | 24 октября 1991 года                 |
| Тамбовская область                             | Бабенко, Владимир Дмитриевич                 | 20 января 1931 года   |                         | Глава администрации              | 11 декабря 1991 года                 |
| Тверская область                               | Суслов, Владимир Антонович                   | 21 ноября 1939 года   |                         | Глава Администрации              | 20 октября 1991 года                 |
| Томская область                                | Кресс, Виктор Мельхиорович                   | 16 ноября 1948 года   |                         | Глава Администрации              | 20 октября 1991 года                 |
| Тульская область                               | Севрюгин, Николай Васильевич                 | 16 февраля 1939 года  |                         | Губернатор                       | 20 октября 1991 года                 |
| Тюменская область                              | Шафраник, Юрий Константинович                | 27 февраля 1952       |                         | Губернатор                       | 27 сентября 1991 года                |
| Ульяновская область                            | Горячев, Юрий Фролович                       | 11 ноября 1938 года   |                         | Губернатор                       | 9 января 1992 года                   |
| Челябинская область                            | Соловьёв, Вадим Павлович                     | 3 марта 1947 года     |                         | Губернатор                       | 24 октября 1991 года                 |
| Читинская область                              | Иванов, Борис Петрович                       | 7 июля 1941 года      |                         | Губернатор                       | 30 ноября 1991 года                  |
| Ярославская область                            | Лисицын, Анатолий Иванович                   | 26 июня 1947 года     |                         | Губернатор                       | 3 декабря 1991 года                  |
| Москва                                         | Попов, Гавриил Харитонович                   | 31 октября 1936 года  |                         | Мэр                              | 20 апреля 1990 года (до 6 июня)      |
| Москва                                         | Лужков, Юрий Михайлович                      | 21 сентября 1936 года |                         | Мэр                              | 6 июня 1992 года                     |
| Санкт-Петербург                                | Собчак, Анатолий Александрович               | 10 августа 1937 года  |                         | Мэр                              | 23 мая 1990 года                     |
| Еврейская автономная область                   | Волков, Николай Михайлович                   | 19 декабря 1951 года  |                         | Губернатор                       | 14 декабря 1991 года                 |
| Агинский Бурятский автономный округ            | Цедашиев, Гуродарм Цедашиевич                | 5 ноября 1948 года    |                         | Губернатор                       | 26 декабря 1991 года                 |
| Коми-Пермяцкий автономный округ                | Полуянов, Николай Андреевич                  | 14 июля 1952 года     |                         | Глава Администрации              | 14 декабря 1991 года                 |
| Корякский автономный округ                     | Леушкин, Сергей Геннадьевич                  | 9 октября 1950 года   |                         | Глава Администрации              | 16 ноября 1991 года                  |
| Ненецкий автономный округ                      | Комаровский, Юрий Владимирович               | 18 мая 1952 года      |                         | Глава администрации              | 30 ноября 1991 года                  |
| Таймырский (Долгано-Ненецкий) автономный округ | Неделин, Геннадий Павлович                   | 20 мая 1938 года      |                         | Глава администрации              | 18 декабря 1991 года                 |
| Усть-Ордынский Бурятский автономный округ      | Батагаев, Алексей Николаевич                 | 18 января 1950 года   |                         | Глава администрации              | 26 декабря 1991 года                 |
| Ханты-Мансийский автономный округ              | Филипенко, Александр Васильевич              | 31 мая 1950 года      |                         | Губернатор                       | 18 декабря 1991 года                 |
| Чукотский автономный округ                     | Назаров, Александр Викторович                | 24 февраля 1951 года  |                         | Губернатор                       | 11 ноября 1991 года                  |
| Эвенкийский автономный округ                   | Якимов, Анатолий Михайлович                  | 10 марта 1949 года    |                         | Губернатор                       | 18 декабря 1991 года                 |
| Ямало-Ненецкий автономный округ                | Баяндин, Лев Сергеевич                       | 2 января 1942 года    |                         | Глава администрации              | 23 октября 1991 года                 |